# Ole Theiler
Pour les articles homonymes, voir Theiler.
Ole Theiler, né le 8 octobre 2002 à Viersen, est un coureur cycliste allemand. Il évolue au sein de l'équipe Lotto-Kern-Haus.

## Biographie
Originaire de Viersen, Ole Theiler vit actuellement à Meerbusch. Il commence à pratiquer le cyclisme de manière régulière à douze ans, d'abord par loisir. Il prend finalement sa première licence en 2016 vers l'âge de quatorze ans dans un club de Fischeln (de),.
En 2020, il termine notamment deuxième du championnat d'Allemagne de la montagne chez les juniors. Il rejoint ensuite l'équipe continentale SKS Sauerland NRW en 2021. Avec plusieurs coéquipiers, il devient championnat d'Allemagne du contre-la-montre par équipes,. Il prend aussi la huitième place du Chrono des Nations espoirs.
Lors de la saison 2022, il se distingue en remportant la seconde étape de l'Orlen Nations Grand Prix, manche de la Coupe des Nations Espoirs.

## Palmarès et résultats

### Palmarès par année
- 2020
  - 2e du championnat d'Allemagne de la montagne juniors
- 2021
  -  Champion d'Allemagne du contre-la-montre par équipes
- 2022
  - 2e étape de l'Orlen Nations Grand Prix
- 2023
  - Tour de Sebnitz
- 2024
  - Sauerlandrundfahrt
- 2025
  - Un Hivern a Mallorca
  - Trofeu Arta
  - Trofeu Bicis Sancho
  - Großer Preis der Südlichen Weinstraße
  - 2e de l'Erzgebirgsrundfahrt

### Classements mondiaux
| Année                                 | 2021  | 2022  | 2023  | 2024  |
| ------------------------------------- | ----- | ----- | ----- | ----- |
| Classement mondial                    | 2718e | 1924e | 1243e | 1678e |
| UCI Europe Tour                       | 1774e | 1238e | nc    | nc    |
|                                       |       |       |       |       |
| Légende : nc = non classéSource : UCI |       |       |       |       |